# Remleiding

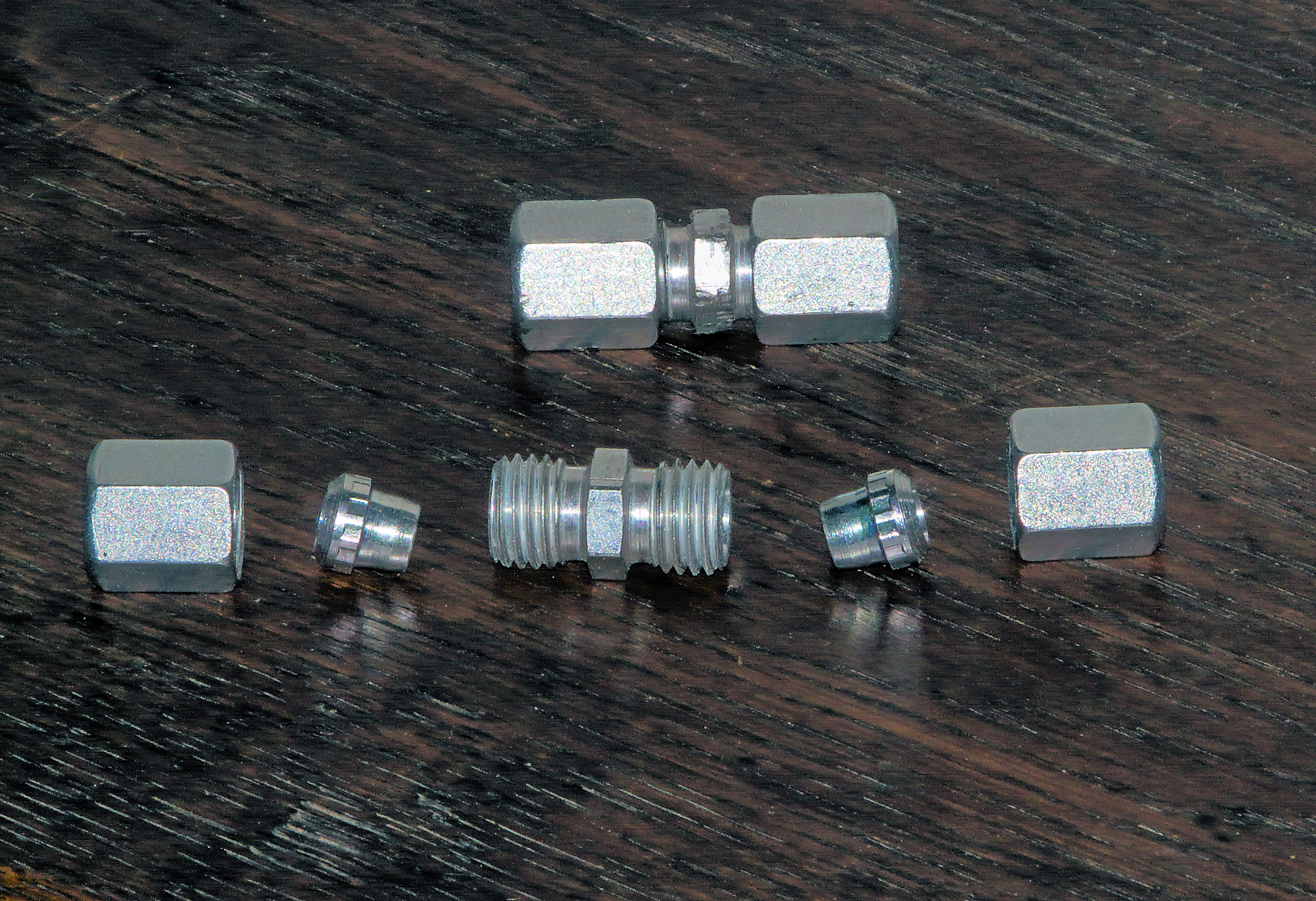
Koppelstuk 6 mm remleiding

Een remleiding is een metalen buis of kunststof slang gevuld met remvloeistof. De leidingen lopen vanaf de hoofdremcilinder naar de wielcilinders. Bij het intrappen of inknijpen van de rem worden via hydraulische druk de zuigers in de wielcilinder naar buiten gedrukt, waardoor het wiel wordt afgeremd.
De metalen leiding kan bestaan uit koper die gemakkelijk buigbaar is of uit een kopernikkellegering, die minder makkelijk te buigen is maar minder kwetsbaar. Aan het begin en einde van de leiding zit een verdikking met daarvoor een wartel en een nippel voor het vastzetten van de leiding aan de cilinders.
Delen van een leiding kunnen met een koppelstuk aan elkaar gezet worden. Hiervoor moeten de einden van de te verbinden leidingsstukken met een remleidingtang verbreed worden.